# Thecla melimus
Thecla melimus är en fjärilsart som beskrevs av Abel Dufrane 1939. Thecla melimus ingår i släktet Thecla och familjen juvelvingar. Inga underarter finns listade i Catalogue of Life.